# Heliconia lozanoi
Heliconia lozanoi är en enhjärtbladig växtart som beskrevs av Abalo och G.Morales. Heliconia lozanoi ingår i släktet Heliconia och familjen Heliconiaceae. Inga underarter finns listade.

## Bildgalleri

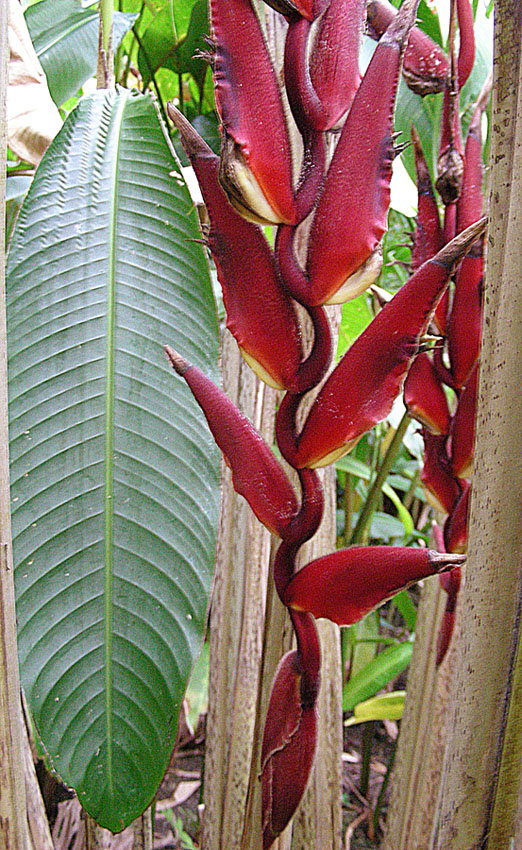